# Валлабхараджа
Валлабхараджа (гудж. વલ્લભરાજ; д/н — 1008) — 3-й магараджахіраджа держави Гуджара в 1008 році. Панував 6 місяців. Джайністичний вчений XII століття Гемачандра склав вдячний вірш, присвячений йому.

## Життєпис
Походив з династії Соланка (Чаулук'я). Синмагараджахіраджи Чамундараджи. 1008 року за різними відомостями внаслідок змови вуйни Вачінідеві або після смерті батька зайняв трон. Знань про його діяльність обмежено.
Невдовзі після отримання влади виступив проти Сіндхураджи Парамара, магараджи Малави. Втім при підході до кордонів супротивника захворів та помер на віспу. Йому спадкував брат Дурлабхараджа.